# Nordsatakunta

Lage von Nordsatakunta

Die Verwaltungsgemeinschaft Nordsatakunta (finnisch Pohjois-Satakunnan seutukunta) ist eine von drei Verwaltungsgemeinschaften (seutukunta) der finnischen Landschaft Satakunta. Zu ihr gehören die folgenden vier Städte und Gemeinden:
- Jämijärvi
- Kankaanpää
- Karvia
- Siikainen

Kiikoinen gehörte bis zu seiner Eingemeindung nach Sastamala (Landschaft Pirkanmaa) 2013 als eigenständige Gemeinde zur Verwaltungsgemeinschaft Nordsatakunta. Die Gemeinde Lavia gehörte bis zu ihrer Eingliederung nach Pori 2015 ebenfalls zur Verwaltungsgemeinschaft Nordsatakunta. Honkajoki wurde 2021 nach Kankaanpää eingemeindet.